# Ковалівка (Ізюмський район)
Ковалі́вка —  село в Україні, у Барвінківській міській громаді Ізюмського району Харківської області. Населення становить 190 осіб. Орган місцевого самоврядування — Гаврилівська сільська рада.

## Географія
Село Ковалівка примикає до села Гаврилівка, залізнична станція Гаврилівка. Поруч із селом протікає пересихаючий струмок на якому є загата.

## Історія
12 червня 2020 року, відповідно до Розпорядження Кабінету Міністрів України  № 725-р «Про визначення адміністративних центрів та затвердження територій територіальних громад Харківської області», увійшло до складу Барвінківської міської територіальної громади.
19 липня 2020 року, в результаті адміністративно-територіальної реформи та ліквідації Барвінківського району, село увійшло до складу Ізюмського району.

## Економіка
- В селі є молочно-товарна ферма.
- Лікарня.